# Olomoučki kraj
Olomoučki kraj je češka pokrajina na sjeveru povijesne regije Moravske. Obuhvaća i dio povijesne regije Šleske. Na sjeveru pokrajine je planina Hrubý Jeseník (njem. Altvatergebirge) s vrhom Praděd (njem. Altvater). Na jugu je nizina Hana uz rijeku Moravu.
Pokrajina je srednje gusto naseljena. Do Drugog svjetskog rata živjelo je na tom području mnogo Nijemaca koji su iseljeni. U gospodarstvu je značajna industrija (prehrambena, tekstilna i proizvodnja strojeva). Pokrajina ima vrlo plodno tlo, ali poljoprivreda nije pretjerano razvijena (uzgaja se zob i šećerna repa). Najveći gradovi su Olomouc, Prostějov, Přerov i Šumperk.